# Edward Tufte
Edward Rolf Tufte (Kansas City, Misuri, 1942) es profesor emérito de la Universidad de Yale, en la que dictó cursos sobre evidencia estadística y diseño de información y de interfaces. Es autor de varios libros sobre visualización de información cuantitativa. 

## Lo que critica y lo que defiende
Es defensor del minimalismo en la representación gráfica de datos y de la eliminación de todo tipo de atributo que estorbe su comprensión. Propugna un estilo sobrio en el que prime la información sobre el adorno. Así, ha acuñado términos como tablasura para referirse a aquellos elementos no esenciales de una gráfica que complican su lectura y del ratio tinta-información, que mide la cantidad de la primera que es preciso utilizar para representar efectivamente un determinado conjunto de datos.
Autor de la famosa cita: "Power Corrupts. PowerPoint Corrupts Absolutely" (el poder corrompe, PowerPoint corrompe absolutamente), es un crítico feroz de las presentaciones realizadas con Microsoft Powerpoint en los ámbitos técnicos, científicos y empresariales por la manera tan ineficiente en que tiende a ser utilizado para transmitir información.

## Obras

### Libros de política económica
- Brody, Richard A.; Tufte, Edward R. (marzo de 1964). «Constituent-Congressional Communication on Fallout Shelters: The Congressional Polls». Journal of Communication 14 (1): 34-39. doi:10.1111/j.1460-2466.1964.tb02345.x.
- Ekman, Paul; Tufte, Edward R.; Archibald, Kathleen; Brody, Richard A (junio de 1966). «Coping with Cuba: Divergent Policy Preferences of State Political Leaders». The Journal of Conflict Resolution 10 (2): 180-97. doi:10.1177/002200276601000203.
- Tufte, Edward R. (1968). The Civil Rights Movement and Its Opposition (PhD thesis)..
- ——— (julio de 1969). «Improving Data Analysis in Political Science». World Politics (Cambridge University Press) 21 (4): 641-54. JSTOR 2009670. doi:10.2307/2009670.
- ———; Reed, John Shelton (Winter 1969–1970). «A Note of Caution in Using Variables That Have Common Elements». The Public Opinion Quarterly 33 (4): 622-6. doi:10.1086/267756.
- ———; Kish, Ed L. (1970). Some statistical problems in research design. The Quantitative Analysis of Social Problems. Reading, MA: Addison–Wesley.
- Edward R. Tufte reviewed work: Palumbo, Dennis J. (septiembre de 1970). «Statistics in Political and Behavioral Science». Journal of the American Statistical Association 65 (331): 1414-5. doi:10.2307/2284317.
- ———; Dahl, Robert (1973). Size & Democracy: The Politics of the smaller European democracies. Stanford, CA, US: Stanford University Press. ISBN 0-8047-0834-7..
- ——— (junio de 1973). «The Relationship between Seats and Votes in Two-Party Systems». The American Political Science Review 67 (2): 540-54. JSTOR 1958782. doi:10.2307/1958782.
- ——— (1974). The Political Manipulation of the Economy: Influence of the Electoral Cycle on Macroeconomic Performance and Policy (mimeo). Department of Politics, Princeton University..
- ——— (1974). Data Analysis for Politics and Policy. Prentice Hall College Div. ISBN 0-13-197525-0..
- Lemieux, Peter H.; Kort, Fred; Pfotenhauer, David; Stewart, Philip R; Burnham, Walter Dean; Tufte, Edward R. (marzo de 1974). «Communications». The American Political Science Review 68 (1): 202-13.
- Tufte, Edward R. (junio de 1974). «Electoral Reform: An Introduction». Policy Studies Journal 2 (4): 240-2. doi:10.1111/j.1541-0072.1974.tb00406.x.
- ———; Sun, Richard A (1974). «Are there Bellwether Electoral Districts?». Public Opin Q 39 (1): 1-18. doi:10.1086/268196.
- ——— (noviembre de 1975). «Electronic Calculators and Data Analysis: A Consumer's Report on the SR-51, HP-21, HP-55, and HP-65». American Journal of Political Science 19 (4): 783-94. doi:10.2307/2110727.
- ——— (1977). «Improving Data Display». Dept. of Statistics (University of Chicago).
- ——— (marzo de 1977). «Political Statistics for the United States: Observations on Some Major Data Sources». The American Political Science Review 71 (1): 305-14. JSTOR 1956972. doi:10.2307/1956972.
- ——— (1978). Political Control of the Economy. Princeton, NJ: Princeton University Press. ISBN 0-691-07594-8..
- ——— (enero de 1979). «Political Parties, Social Class, and Economic Policy Preferences». Government and Opposition 14 (1): 18-36. doi:10.1111/j.1477-7053.1979.tb00240.x.
- Edward R. Tufte reviewed work: Shultz, George P.; Dam, Kenneth W. (junio de 1979). «Economic Policy Beyond the Headlines». The American Political Science Review 73 (2): 605. doi:10.2307/1954949.
- Edward R. Tufte reviewed work: Cohen, Jacob; Cohen, Patricia (diciembre de 1979). «Applied Multiple Regression/Correlation Analysis for the Behavioral Sciences». Journal of the American Statistical Association 74 (368): 935. doi:10.2307/2286442.
- Hoffman, David; Matisse, Henri; Tufte, Edward R (1987). «The computer-aided discovery of new embedded minimal surfaces». The Mathematical Intelligencer 9 (3): 8-21. doi:10.1007/BF03023947.
- Edward R. Tufte reviewed work: Rose, Richard; Peters, Guy (junio de 1980). «Can Government Go Bankrupt?». The American Political Science Review 74 (2): 567-8. doi:10.2307/1960736.
- ——— (1985). Evidence Selection in Statistical Studies of Political Economy: The Distribution of Published Statistics (unpublished manuscript)..
- ——— (noviembre de 1987). «Dynamic Graphics for Data Analysis: Comment». Statistical Science 2 (4): 389-92. doi:10.1214/ss/1177013109.
- ——— (noviembre de 1988). «A Conversation with Cuthbert Daniel». Statistical Science 3 (4): 413-24. doi:10.1214/ss/1177012760.

### Libros de análisis del diseño
- Tufte, Edward R (2001) [1983]. The Visual Display of Quantitative Information (2nd edición). Cheshire, CT: Graphics Press. ISBN 0-9613921-4-2..
- ——— (junio de 1990). «Data-Ink Maximization and Graphical Design». Oikos 58 (2): 130-144. doi:10.2307/3545420.
- ——— (2001b) [1990]. Envisioning Information. Cheshire, CT: Graphics Press. ISBN 0-9613921-1-8..
- ——— (1991). Dequantification in scientific visualization: Is this science or television. New Haven, CT: Yale University.
- ——— (1993). «Design of a cancer atlas». National Center for Health Statistics contract report.
- Powsner, SM; Tufte, Edward R (agosto de 1994). «Graphical Summary of Patient Status». Lancet 344 (8919): 386-9. PMID 7914312. doi:10.1016/S0140-6736(94)91406-0.
- ———; Tufte, Edward R (1997). «Summarizing clinical psychiatric data». Psychiatr Serv 48 (11): 1458-61. PMID 9355175.
- Tufte, Edward R (1997). Visual Explanations: Images and Quantities, Evidence and Narrative. Cheshire, CT: Graphics Press. ISBN 0-9613921-2-6..
- ——— (2003). «PowerPoint is evil». Wired 11 (9). ISSN 1059-1028..
- ——— (2003). The Cognitive Style of PowerPoint. Cheshire, CT: Graphics Press. ISBN 0-9613921-6-9..
- ——— (2006). Beautiful Evidence. Cheshire, CT: Graphics Press. ISBN 0-9613921-7-7..

### Exposiciones
- Visual Explanations: Prints and Sculptures, 2000–1. Nueva York: Artists Space..
- Escaping Flatland. Los Angeles: Architecture+Design Museum, 7 November 2002 – 13 February 2003. Archivado desde el original el 16 de noviembre de 2012. Consultado el 6 de agosto de 2015..
- Seeing Around, June 13, 2009, to April 11, 2010. Ridgefield (Connecticut): Aldrich Contemporary Art Museum. Archivado desde el original el 19 de mayo de 2011. Consultado el 6 de agosto de 2015..

- Datos: Q1293908
- Multimedia: Edward Tufte / Q1293908